# Linha de Cascais
De Linha de Cascais is de spoorweglijn tussen Lissabon (Cais do Sodré station) en de kustplaatsen Oeiras, Estoril en Cascais. De lijn is 25,4 km lang. De lijn telt 17 stations te weten Cais do Sodré, Santos, Alcântara-Mar, Belém, Pedrouços, Algés, Cruz Qeubrada, Caxias, Paco D'Arcos, Santo Amaro, Oeiras, Carcavelos, Parede, São Pedro do Estoril, São João do Estoril, Estoril, Monte Estoril en Cascais.

## Geschiedenis
Het deel van de lijn tussen Cascais en Pedrouços is op 30 september 1889 geopend. Het station Pedrouços is ongeveer 10 jaar geleden afgesloten, maar de perrons zijn nog steeds te zien tussen de stations Belém and Algés).
Op 6 december 1890 is de lijn verlengd naar het station Alcântara-Mar.
Op 4 september 1895 werd het laatste deel tot aan Cais do Sodré geopend.
In 1924 is de lijn in concessie genomen door Sociedade Estoril en bleef de lijn tot 1976 buiten het netwerk van de CP(Portugese spoorwegen). Daarna is het opgenomen in het netwerk van de CP. Er is een enkelsporige verbinding tussen de Linha de Cascais en het station Alcântara-Terra. Deze wordt niet gebruikt voor personenvervoer. De loopafstand tussen beide stations is ongeveer 650 m. Er was een loopbrug op deze route, maar die is weer afgebroken.
De lijn is in 1926 geëlektrificeerd met 1500 volt gelijkstroom.

## Dienstregeling
De dienstregeling loopt van 05.30 tot 01.30.
De dienstregeling kent de volgende diensten:
- stoptreinen die alle stations aandoen
- stoptreinen tussen Cais do Sodré en Oeiras
- sneltreindiensten tussen Cais do Sodré en Cascais
- sneltreindiensten tussen Cais do Sodré en São Pedro do Estoril

## Afbeeldingen

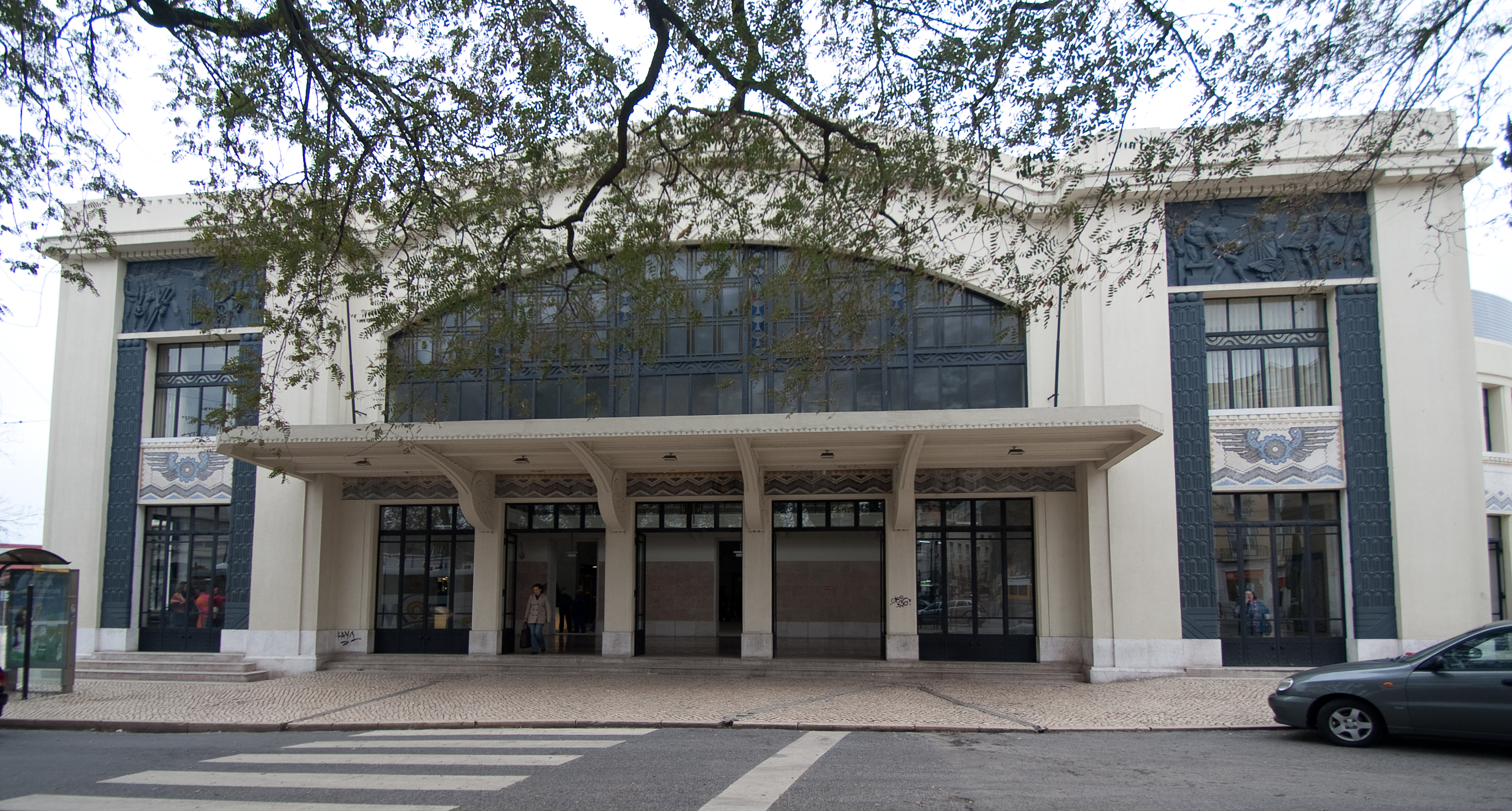
Station Cais do Sodré
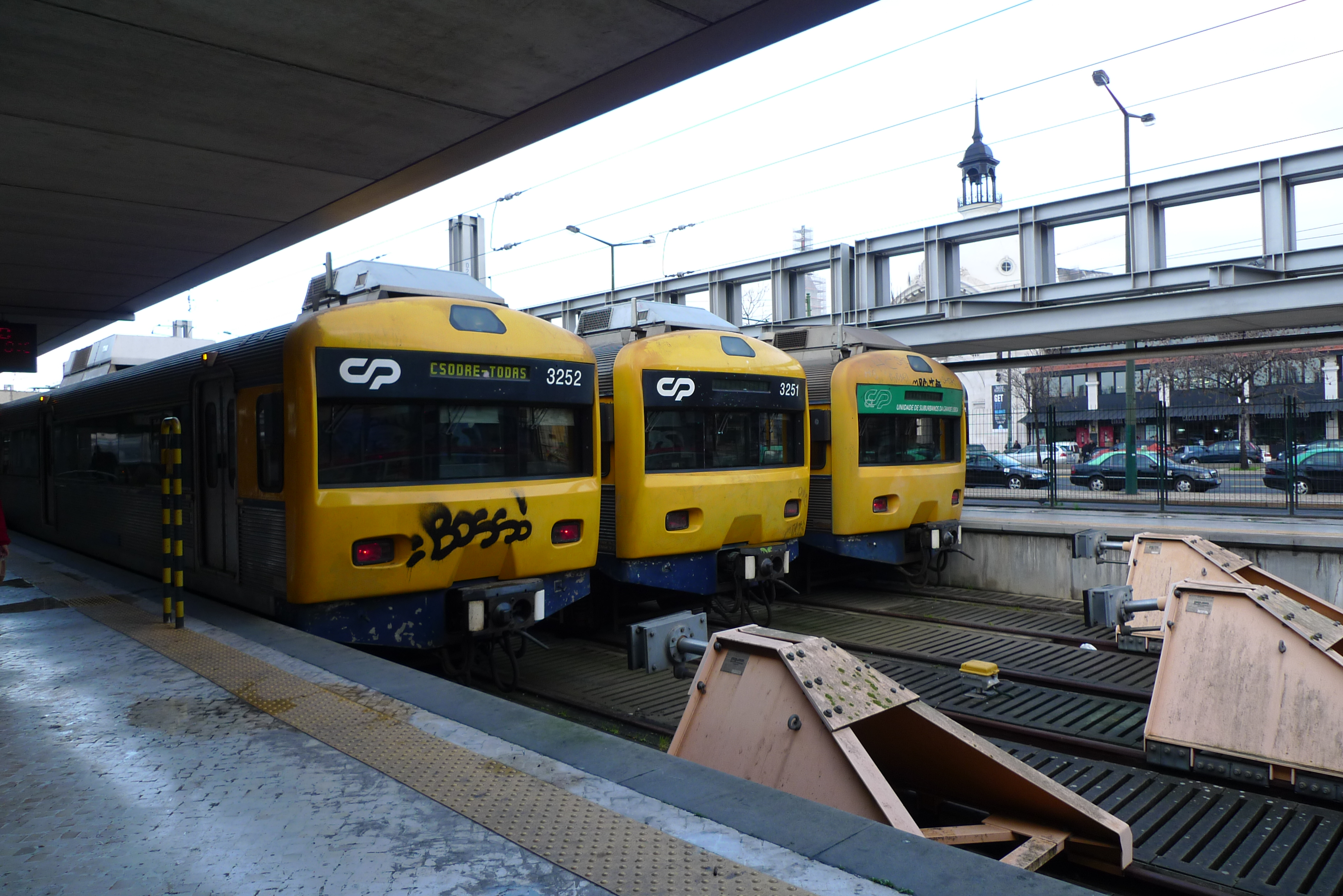
In station Cais do Sodré
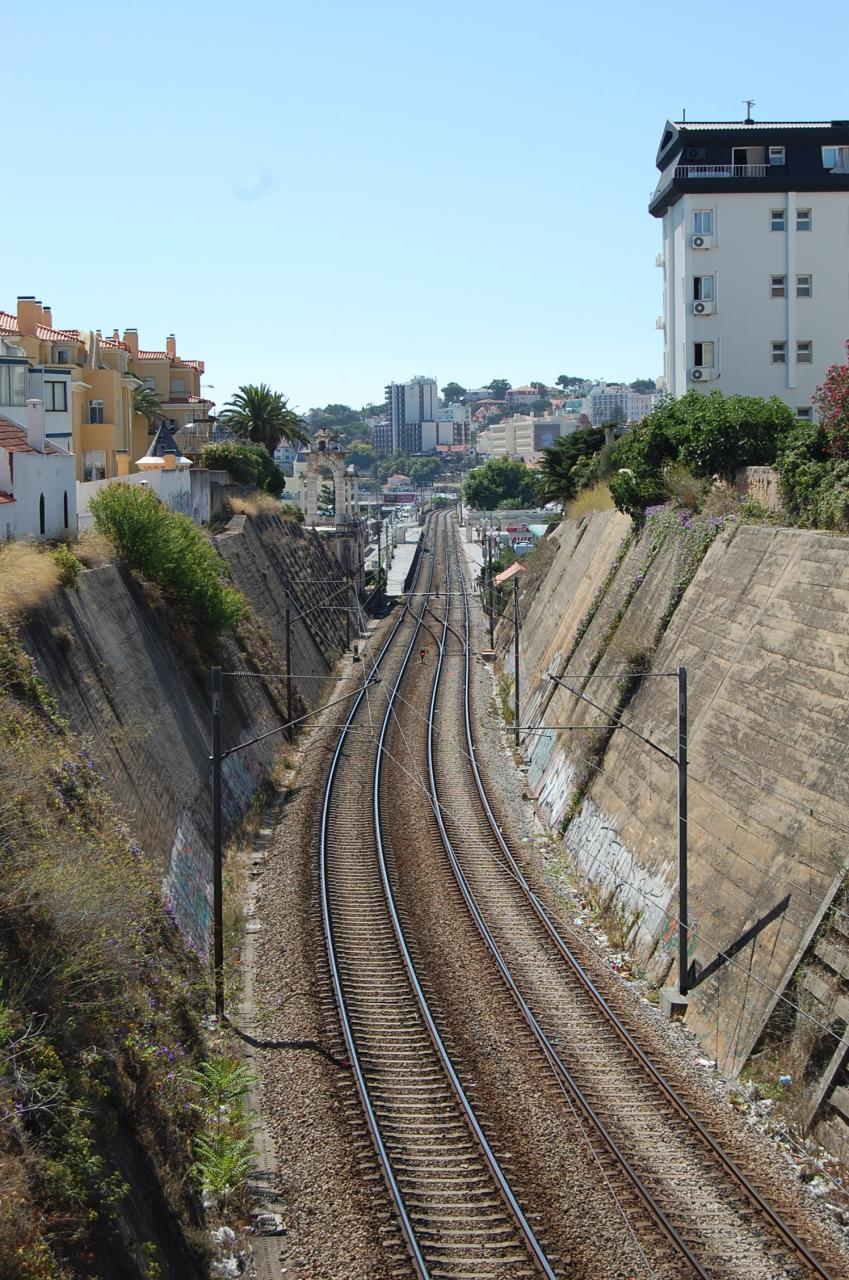
Ter hoogte van station Estoril
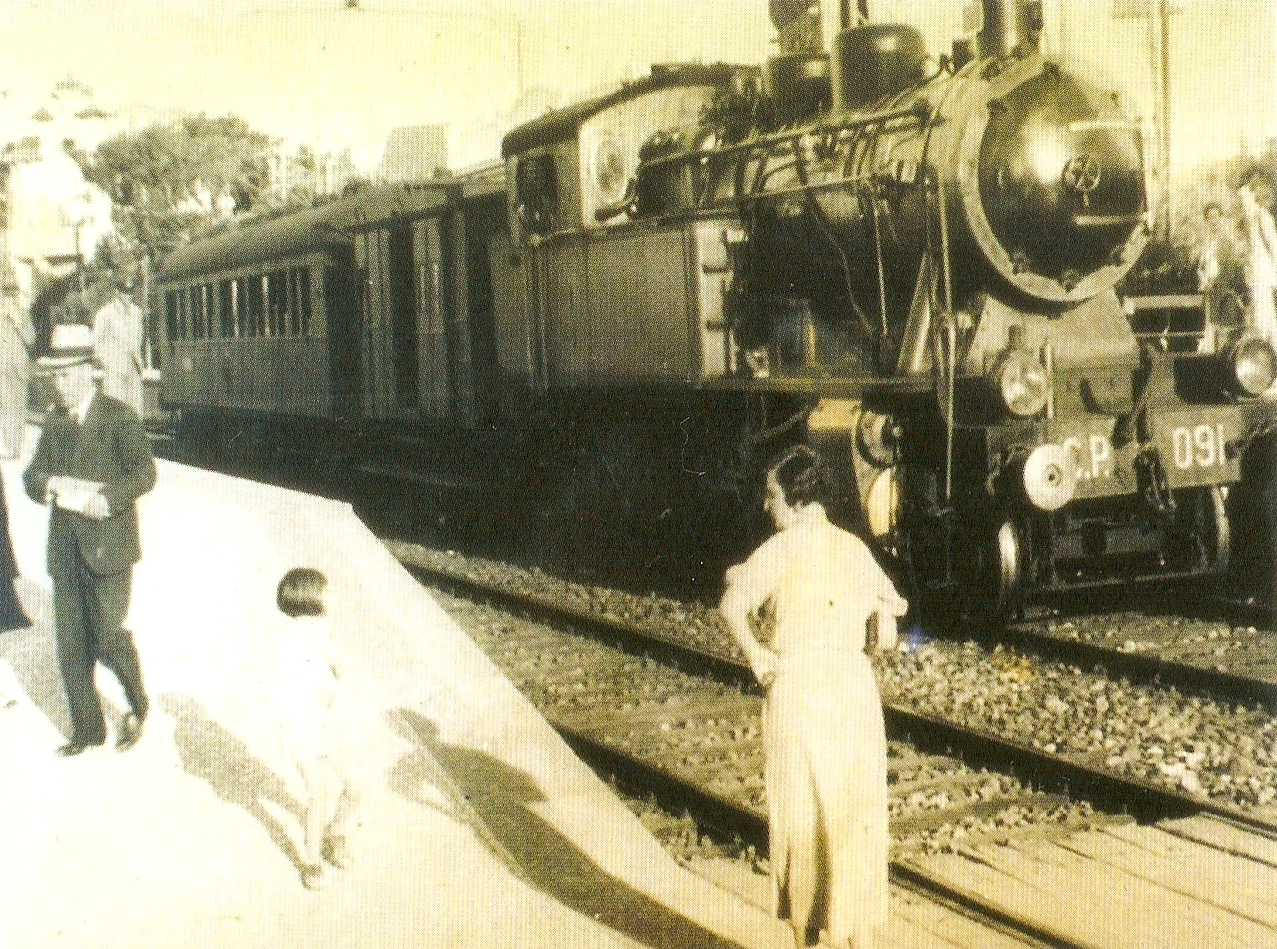
Sud Express in station Estoril, ca. 1930
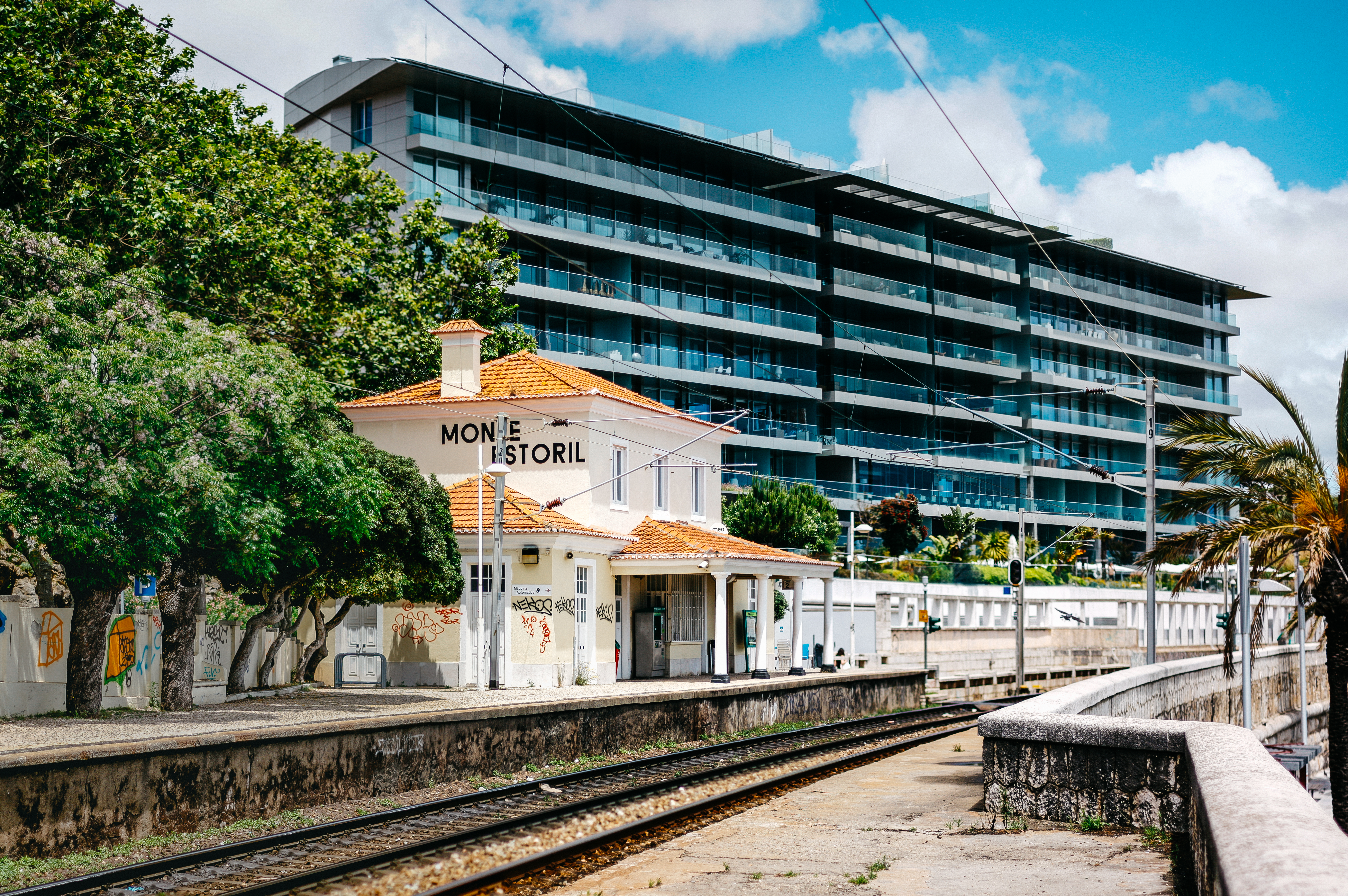
Station Monte Estoril
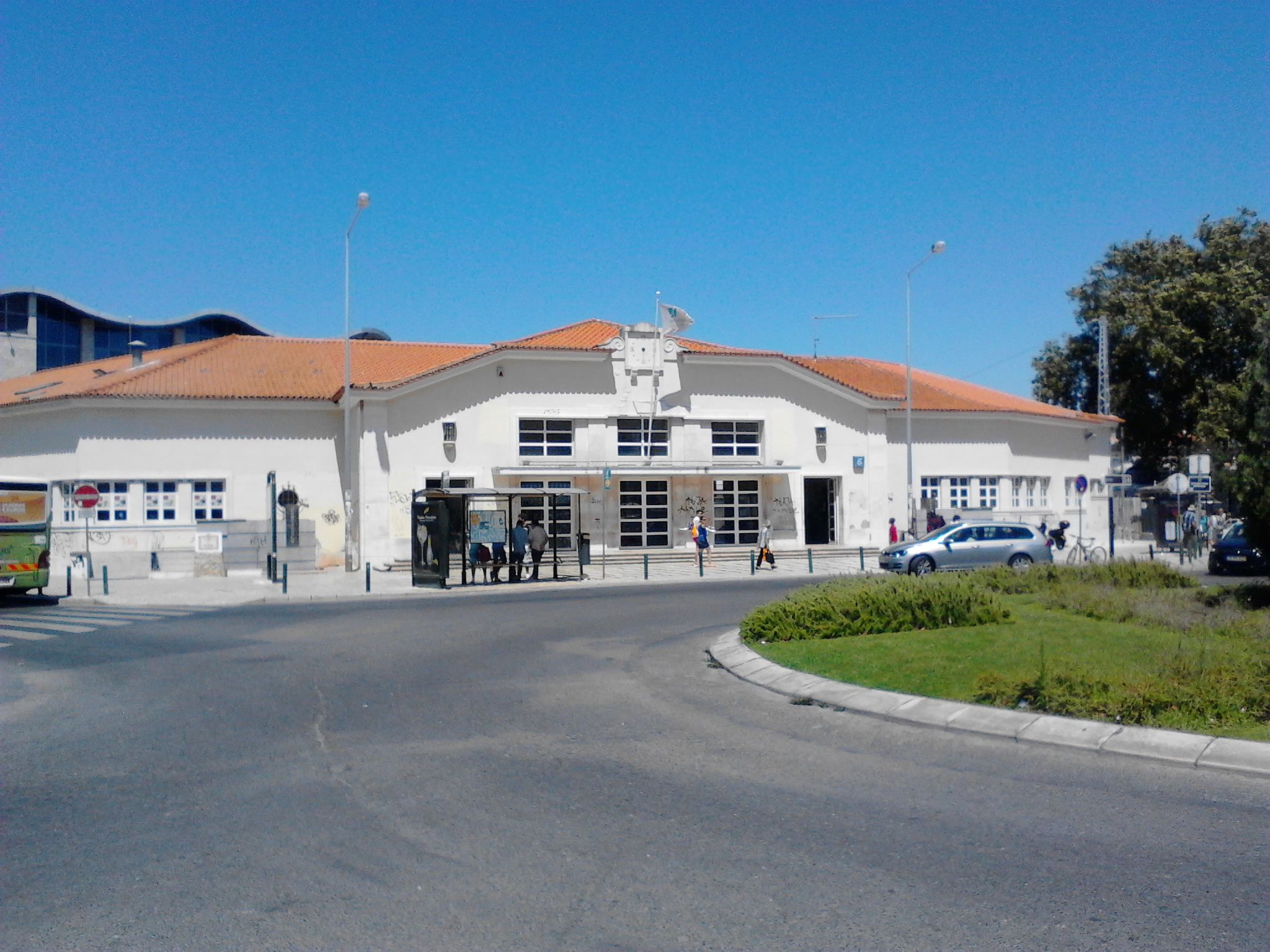
Station Cascais